# Aloísio Roque Oppermann
Dom Aloísio Roque Oppermann, SCJ (Montenegro, 19 de junho de 1936  – Uberaba, 26 de abril de 2014) foi um bispo católico brasileiro. Foi o terceiro arcebispo da Arquidiocese de Uberaba.

## Formação
Filho de Jacó Afonso Oppermann e Maria Ledur, foi batizado no dia 21 de junho de 1936.[carece de fontes?] Cursou filosofia no convento da Congregação dos Sacerdotes do Sagrado Coração de Jesus em Brusque e teologia em Taubaté, onde foi ordenado presbítero por Dom Francisco Borges do Amaral no dia 29 de junho de 1961.

## Atividades antes do episcopado
Especializou-se em orientação educacional, biologia e pastorais eclesiais. Foi professor de colégios da congregação, orientador educacional, reitor de seminário e pároco em Curitiba e em Varginha.

## Episcopado
Foi sagrado bispo em 21 de abril de 1983, por Dom Carlo Furno em Ituiutaba. Na Diocese de Ituiutaba, Dom Aloísio Roque foi seu primeiro bispo (1983-1988) e foi sucedido por Dom Paulo Sérgio Machado.
Foi, também, o quinto bispo da Diocese da Campanha (1988 a 1996), onde sucedeu a Dom Tarcísio Ariovaldo Amaral e foi sucedido por Dom Diamantino Prata de Carvalho.
No dia 1 de maio de 1996, tomou posse como o sexto bispo e o terceiro arcebispo da Arquidiocese de Uberaba, ministério que exerceu de 1996 a 2012, sucedendo a dom Benedito Ulhoa Vieira. Faleceu em 26 de abril de 2014 aos 77 anos de idade.

## Brasão e lema
- Descrição: Escudo eclesiástico talhado: o 1º de jalde, com um Cordeiro Pascal  branco, ao natural, chagado no peito de goles, nimbado de blau e coroado de jalde, sendo que o cordeiro sustenta um estandarte de goles com haste de sable; o 2º de blau com sete chamas de jalde linguadas de goles. O escudo está assente em tarja branca, na qual se encaixa o pálio branco com cruzetas de sable. O conjunto pousado sobre uma cruz trevolada, de dois traços, de ouro. O todo encimado pelo chapéu eclesiástico com seus cordões em cada flanco, terminados por dez borlas cada um, tudo de verde, forrado de vermelho. Brocante sob a ponta da cruz um listel de blau com a legenda: CHRISTVS DOMINVS, em letras de jalde.

- Interpretação: O escudo obedece às regras heráldicas para os eclesiásticos. O campo de jalde (ouro) traduz nobreza, autoridade, premência, generosidade, ardor e descortínio. O Cordeiro Pascal representa Nosso Senhor Jesus Cristo, sacerdote e vítima, que ofereceu sua vida para a redenção dos homens. A Chaga lembra a Congregação dos Sacerdotes do Sagrado Coração de Jesus (Congregatio Sacerdotum a Sacro Corde Iesu), à qual o bispo pertence. O Nimbo simboliza a santidade do cordeiro e a coroa a sua realeza. O estandarte simboliza a vitória (NIKH) de Cristo e sendo vermelho simboliza: o fogo da caridade inflamada no coração do bispo pelo Divino Espírito Santo, bem como, valor e socorro aos necessitados. A haste, por seu esmalte sable (negro), simboliza: a sabedoria, a ciência, a honestidade, a firmeza e a obediência ao Sucessor de Pedro. O campo de blau (azul) representa o manto de Nossa Senhora, e traduz a confiança e a devoção filial do bispo que colocou toda a sua vida sacerdotal sob a proteção da Mãe de Deus, sendo que este esmalte significa: justiça, serenidade, fortaleza, boa fama e nobreza. As sete línguas de fogo representam os sete dons do Espírito Santo: sabedoria, entendimento, conselho, fortaleza, ciência, piedade e temor de Deus, com os quais ilumina os bispos no governo da Igreja, sendo de jalde têm o simbolismo deste metal, já acima descrito e, mechadas de goles, também têm este significado. O pálio demonstra a dignidade arquiepiscopal.

O lema: “Cristo é o Senhor”,  traduz a fé e a confiança total do Bispo na divindade de Nosso Senhor Jesus Cristo, em nome de quem exerce seu ministério sacerdotal.

## Ordenações presbiterais
Dom Aloísio Roque ordenou, até o ano de 2011, 86 padres. Sendo que na Arquidiocese de Uberaba foram ordenados 52 sacerdotes:
- Elcimar Benedito da Silva
- Jaime Ribeiro da Silva
- Luciano Gomes dos Santos
- José Carlos Fernandes
- Helder Henrique de Souza
- Marcelo Lázaro Pinto
- Carlos Alberto da Silva
- Paulo César Teixeira, PIME
- Vanderlei Bueno da Silva
- Antonio Carlos Santos
- José Edílson da Silva
- Carlos Alexandre de Souza
- Ricardo Alexandre Fidelis
- Sandro Dalmolin
- Sebastião Aparecido Braga
- Vanildo Massaro de Brito
- Alessandro Bobinton P. Silva
- Anderson Alves Costa
- Alvimar Santana Bhering
- Sandro Romério de Lima
- Marino Molina
- Clair Rossa
- Márcio André Ferreira Soares
- João Dairton Fernandes Amaral
- Alex Pereira dos Santos
- Otair Cardoso da Cruz
- Roberto Francisco de Oliveira
- Paulo Ferreira Silva
- Paulo Sergio Colombo
- Aloízio José Nunes de Azevedo Jr.
- José Bezerra Pereira
- Valdiney Eduardo Ferreira
- Ernane da Silveira
- José Rinaldo da Silva
- Júnior Roseno da Silva
- Dario Palacio Palacio
- Ricardo Luiz de Melo
- Eliseu Pereira de Carvalho
- Edson José Nogueira
- Rogério Consentino Aguiar
- Edmar Augusto Costa
- Manoel Romes da Silva
- Reinaldo Duarte Vasconcelos Filho
- Vanderei Izaumi da Silva
- Adailton Carlos da Silva Ribeiro
- André Camargos Araújo
- Fábio Meira dos Santos
- Juliano Evangelista Nascimento
- Saulo Emílio Pinheiro Moraes
- Fabiano Roberto Silva dos Santos
- Bruno Machado Pinheiro Miranda
- Oitaé Botachin

## Ordenação episcopal
Dom Aloísio Roque ordenou, no ano de 2010, um bispo na Arquidiocese de Uberaba: Dom Antonio Braz Benevente.

## Atividades e contribuições
Foi membro do Conselho Permanente da CNBB. Por doze anos coordenou os trabalhos da Pastoral Litúrgia em Minas Gerais e no Espírito Santo e foi membro da Coordenação nacional de Liturgia.[carece de fontes?]

## Obras
Dom Roque, como gostava de ser chamado, fez várias pequenas publicações de cunho pastoral: "Respingos de Vida"; "O Enviado"; "Uma Proposta Desafiadora"; "Para que o Sol Resplandeça"; "Colóquios e Encontros"; e "Flashes da Vida de um Bispo".[carece de fontes?]